# 封琳
封 琳（ほう りん、生年不詳 - 519年）は、中国の北魏の人物。字は彦宝。本貫は渤海郡蓨県。封回の兄。

## 経歴
封鑒の長男として生まれた。献文帝の末年、中書博士に任じられた。孝文帝の初年、南征の軍が起こされると、封琳は参鎮南軍事となった。後に河南七州大使をつとめた。帰朝すると、中書侍郎に任じられ、南平王馮誕らとともに律令制定の議論に参加した。太尉長史に転じ、司宗下大夫の位を受け、長者の称号があった。行東兗州事をつとめた。百官が改定されると、司空長史に任じられた。立忠将軍・南青州刺史として出向し、散騎常侍・持節・西道大使を兼ねた。召還されて太中大夫の位を受け、広平郡内史に転出した。宣武帝の末年、後将軍・夏州刺史に任じられた。召還されて安東将軍・光禄大夫の位を受けた。519年（神亀2年）、死去した。使持節・撫軍将軍・相州刺史の位を追贈された。

## 子女
- 封元称（早逝）
- 封子盛（早逝）
- 封子施（東魏の武定末年に沛郡太守）

## 伝記資料
- 『魏書』巻32 列伝第20
- 『北史』巻24 列伝第12